# Législature 2013-2018 de la Chambre des députés du Luxembourg
13 novembre 2013 - 30 octobre 2018
(4 ans, 11 mois et 17 jours)

Session extraordinaire : 13 novembre 2013-3 décembre 2013

1re session ordinaire : 5 décembre 2013-14 octobre 2014

2e session ordinaire : 14 octobre 2014-13 octobre 2015

3e session ordinaire : 13 octobre 2015-11 octobre 2016

4e session ordinaire : 11 octobre 2016-10 octobre 2017

5e session ordinaire : 10 octobre 2017-30 octobre 2018
Législature 2009-2013 Législature 2018-2023
Au Grand-Duché de Luxembourg, la législature 2013-2018 de la Chambre des députés est un cycle parlementaire qui s'ouvre le 13 novembre 2013, à la suite des élections législatives du 20 octobre 2013, pour s'achever le 30 octobre 2018,.
Du 5 décembre 2013 au 30 octobre 2018, Mars Di Bartolomeo est le président de la Chambre des députés.

## Composition de l'exécutif

### Grand-duc de Luxembourg
Lors du passage à la législature 2013-2018, Henri est grand-duc de Luxembourg depuis 13 ans, 1 mois et 6 jours.

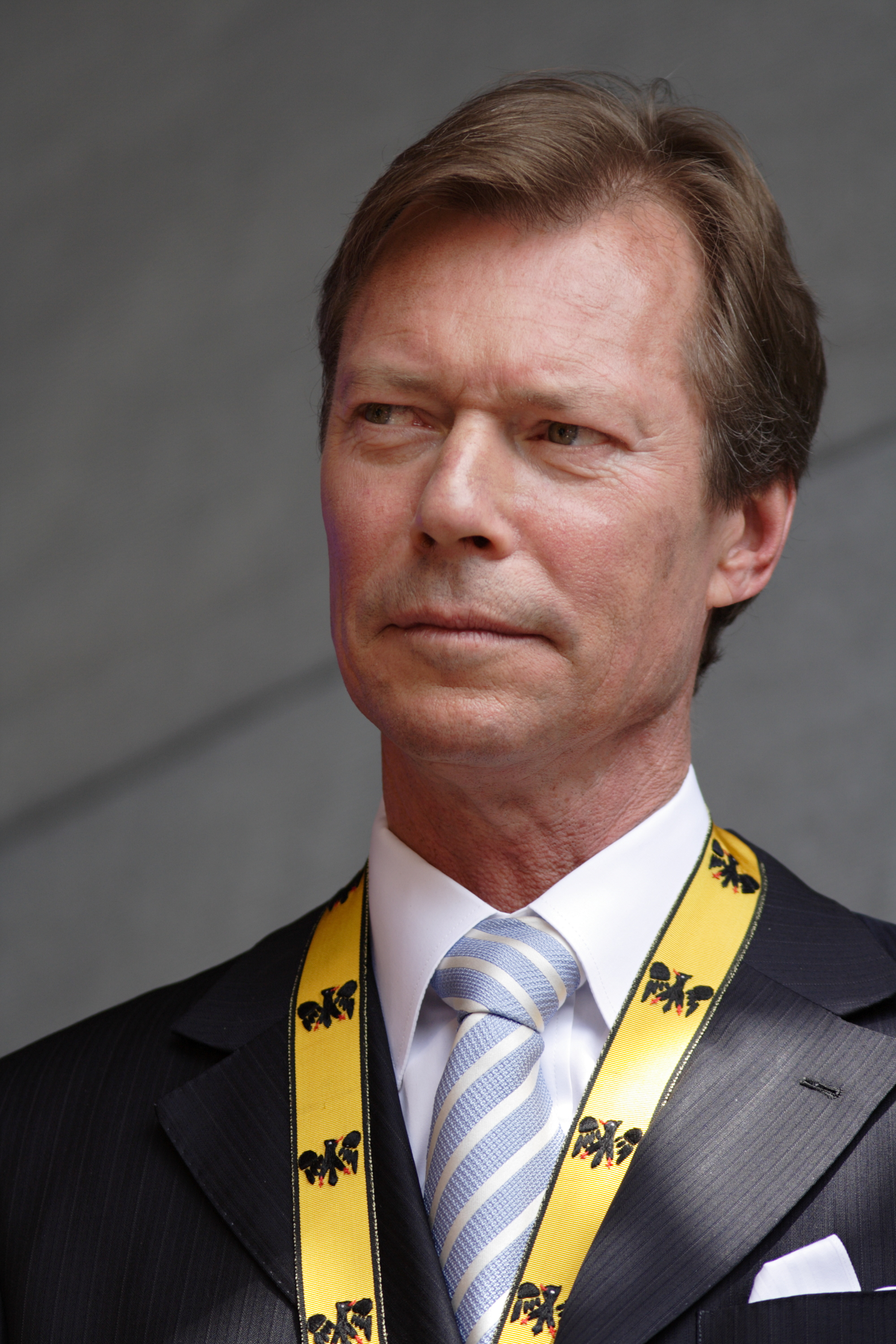
Henri, grand-duc de Luxembourg depuis le 7 octobre 2000.

- Henri,
grand-duc de Luxembourg
depuis le 7 octobre 2000.

### Premier ministre et gouvernement
Xavier Bettel est nommé à la tête du gouvernement le 4 décembre 2013 par Henri. Le gouvernement est constitué et soutenu par une coalition centriste dite « gambienne » (les couleurs des partis politiques membres de la coalition rappellent du drapeau de la République de Gambie), entre le Parti ouvrier socialiste luxembourgeois (LSAP), le Parti démocratique (DP) et Les Verts (Gréng).
| Gouvernement | Gouvernement | Gouvernement                  | Dates (Durée)                                       | Parti(s)          | Premier ministre | Composition initiale              |
| ------------ | ------------ | ----------------------------- | --------------------------------------------------- | ----------------- | ---------------- | --------------------------------- |
|              |              | Gouvernement Bettel-Schneider | 4 décembre 2013 - 5 décembre 2018 (5 ans et 1 jour) | LSAP - DP - Gréng | Xavier Bettel    | 15 ministres 3 secrétaires d'État |

## Composition de la Chambre des députés

### Résultats des élections législatives de 2013
| Sud Est Centre Nord |

### Bureau de la Chambre des députés
| Fonction        | Titulaire | Titulaire          | Circonscription | Groupe |
| --------------- | --------- | ------------------ | --------------- | ------ |
| Président       |           | Mars Di Bartolomeo | Sud             | LSAP   |
| Vice-présidents |           | Simone Beissel     | Centre          | DP     |
| Vice-présidents |           | Laurent Mosar      | Centre          | CSV    |
| Vice-présidents |           | Henri Kox          | Est             | Gréng  |
| Membres         |           | Marc Angel         | Centre          | LSAP   |
| Membres         |           | Eugène Berger      | Sud             | DP     |
| Membres         |           | Alex Bodry         | Sud             | LSAP   |
| Membres         |           | Lydie Polfer       | Centre          | DP     |
| Membres         |           | Gilles Roth        | Sud             | CSV    |
| Membres         |           | Claude Wiseler     | Centre          | CSV    |
| Membres         |           | Michel Wolter      | Sud             | CSV    |

Le Secrétaire général de la Chambre s'appelle Claude Frieseisen.

### Groupes parlementaires
|  |  | Groupes parlementaires et Sensibilités politiques                                   | Membres | Président          |
|  |  | ----------------------------------------------------------------------------------- | ------- | ------------------ |
|  |  | Parti démocratique Demokratesch Partei                                              | 13      | Eugène Berger      |
|  |  | Parti ouvrier socialiste luxembourgeois Lëtzebuerger Sozialistesch Aarbechterpartei | 13      | Alex Bodry         |
|  |  | Les Verts déi gréng                                                                 | 6       | Viviane Loschetter |
|  |  | Parti populaire chrétien-social Chrëschtlech-Sozial Vollekspartei                   | 23      | Claude Wiseler     |
|  |  |                                                                                     |         |                    |
|  |  | Parti réformiste d'alternative démocratique Alternativ Demokratesch Reformpartei    | 3       | -                  |
|  |  | La Gauche déi Lénk                                                                  | 2       | -                  |